# تاريخ نادي تشيلسي (1952–1983)
توثق هذه المقالة تاريخ نادي تشيلسي لكرة القدم، وهو فريق كرة قدم إنجليزي مقره في فولهام، غرب لندن. للحصول على نظرة عامة على النادي، انظر نادي تشيلسي لكرة القدم
تم تعيين تيد دريك ، مهاجم أرسنال ومنتخب إنجلترا السابق، مديرًا فنيًا للنادي في عام 1952، وواصل العمل على تحديث النادي. قام بإزالة شعار تشيلسي المتقاعد، وحسّن نظام الشباب والتدريب، وأعاد بناء الفريق من خلال التعاقدات الذكية من الأقسام الدنيا والدوريات للهواة، وقاد تشيلسي إلى أول نجاح كبير له في بطولة الكأس – بطولة الدوري – في موسم 1954–55. وشهد الموسم التالي قيام الاتحاد الأوروبي لكرة القدم بإنشاء كأس الأندية الأوروبية البطلة، ولكن بعد اعتراضات من دوري كرة القدم، تم إقناع تشيلسي بالانسحاب من المنافسة قبل أن تبدأ.   فشل تشيلسي في الاستفادة من هذا النجاح، وقضى بقية فترة الخمسينيات في منتصف جدول الترتيب. تم طرد دريك في عام 1961 وتم استبداله باللاعب والمدرب طومي دوكيرتي.
قام دوكرتي ببناء فريق جديد حول مجموعة من اللاعبين الشباب الموهوبين الناشئين من قطاع الشباب بالنادي، وتنافس تشيلسي على الألقاب طوال الستينيات، وتعرض لعدة محاولات فاشلة. كانوا في طريقهم للفوز بثلاثية الدوري وكأس الاتحاد الإنجليزي وكأس الرابطة عند الدخول في المراحل النهائية من موسم 1964–65، حيث فازوا بكأس الرابطة لكنهم تعثروا في وقت متأخر من البطولتين الأخريين.  في ثلاثة مواسم، خسر الفريق ثلاث مباريات نصف نهائية كبرى وكان وصيفًا لكأس الاتحاد الإنجليزي. تحت قيادة خليفة دوكرتي، ديف سيكستون، فاز تشيلسي بكأس الاتحاد الإنجليزي 1970، بعد تغلبه على ليدز يونايتد 2–1 في مباراة الإعادة النهائية. وفي العام التالي، حقق تشيلسي أول لقب أوروبي له، وهو كأس الكؤوس الأوروبية، بعد فوز آخر في مباراة الإعادة، هذه المرة على ريال مدريد في أثينا.

## تيد دريك: التحديث والبطولة (1952–1961)
في عام 1952، تم تعيين تيد دريك، مهاجم أرسنال ومنتخب إنجلترا السابق، مدرباً فنياً. كان دريك أحد أوائل "مدربي الملابس الرياضية" الذين اعتادوا مصافحة كل لاعب من يده وتمني "كل التوفيق" لهم قبل كل مباراة، وشرع في تحديث النادي، سواء على أرض الملعب أو خارجه. وكان أحد أول قراراته هو إزالة صورة أحد متقاعدي تشيلسي من برنامج المباراة، واختفى اللقب القديم للنادي. منذ ذلك الحين أصبحوا معروفين باسم البلوز. وقد أدى هذا أيضًا إلى تقديم شعار "الأسد المتفشي" الجديد. 
قام بتحسين نظام التدريب، حيث أدخل العمل بالكرة في جلسات التدريب، وهي ممارسة نادرة في إنجلترا في ذلك الوقت؛ وتم توسيع أنظمة الشباب والاستكشاف التي بدأها سلفه، وتخلى عن سياسة التجنيد القديمة للنادي المتمثلة في التوقيع مع نجوم غير موثوق بهم في كثير من الأحيان، واختار بدلاً من ذلك لاعبين أقل شهرة ولكن أكثر موثوقية من الأقسام الدنيا.  وحث أيضًا جماهير النادي على أن يكونوا أكثر تحزبًا وأن يدعموا الفريق.  لم تكن السنوات الأولى لدريك واعدة، حيث أنهى تشيلسي الموسم الأول في المركز التاسع عشر وعلى بعد نقطة واحدة فقط من الهبوط، ثم في المركز الثامن في موسمه الثاني.
في موسم 1954–55، وهو العام الذي شهد احتفال النادي بالذكرى السنوية له، سارت الأمور على ما يرام. وحقق الفريق معدل ثبات لم يكن موجودا من قبل حيث فاز تشيلسي بشكل غير متوقع بلقب دوري الدرجة الأولى. وضمت التشكيلة حارس المرمى تشارلي "شيك" تومسون، واللاعبين الهواة ديريك سوندرز وجيم لويس، ولاعب الوسط جون "جوك" ماكنيكول، والجناحين إريك "رابيت" بارسونز وفرانك بلونستون، والمدافع بيتر سيلت، ومدرب إنجلترا المستقبلي رون غرينوود في الدفاع المركزي، بالإضافة إلى أعمدة النادي القدامى، الظهير الأيمن كين أرمسترونغ، والظهير الأيسر ستان ويليمس، والمدافع المخضرم جون هاريس. ربما كان النجم الحقيقي الوحيد في الفريق هو قائد الفريق وهدافه (بـ21 هدفًا في الدوري) واللاعب الدولي الإنجليزي روي بنتلي.
بدأ تشيلسي الموسم بنفس الطريقة التي أنهى بها الموسم الماضي، بأربع هزائم متتالية، بما في ذلك خسارة مثيرة بنتيجة 5–6 أمام مانشستر يونايتد، وهو ما تركهم في المركز الثاني عشر في نوفمبر. ومن هناك، انطلق الفريق في مسيرة رائعة، حيث خسر 3 مباريات فقط من أصل 25 مباراة تالية، وضمن اللقب قبل مباراة واحدة من نهاية الموسم بعد فوزه 3–0 على شيفيلد وينزداي في عيد القديس جورج. وكان مفتاح النجاح هو الفوز في مباراتين بالدوري ضد المنافسين الرئيسيين والوصيف في النهاية فريق وولفرهامبتون واندررز. كان الأول فوزًا دراماتيكيًا بنتيجة 4–3 في مولينيو – وهي المباراة التي كان تشيلسي متأخرًا فيها بنتيجة 2–3 قبل الوقت بدل الضائع – والفوز 1–0 في ستامفورد بريدج في أبريل، والذي تم تأمينه بركلة جزاء سيلايت التي تم منحها بعد أن سدد قائد وولفرهامبتون بيلي رايت تسديدة متجهة إلى المرمى فوق العارضة. 
يظل إجمالي نقاط تشيلسي البالغ 52 نقطة في ذلك الموسم أحد أقل الأرقام التي ضمنت لقب الدوري الإنجليزي منذ الحرب العالمية الأولى. في المباراة النهائية للموسم، حصل تشيلسي، البطل الآن، على حرس شرف من قبل مجموعة مانشستر يونايتد بسبي بقيادة مات بسبي. وشهد نفس الموسم تحقيق النادي لرباعية فريدة من نوعها، حيث فاز فريق الاحتياط وفريق "أ" وفريق الناشئين أيضًا بدورياتهم الخاصة.
كان الفوز بالبطولة من شأنه أن يضمن أن يصبح تشيلسي أول فريق إنجليزي يشارك في بطولة كأس الأندية الأوروبية البطلة الافتتاحية التي ستقام في الموسم التالي. وفي الواقع، أوقعتهم القرعة لمواجهة بطل السويد نادي ديورغاردنز في الجولة الأولى. ومع ذلك، تم رفض تشيلسي من خلال تدخل دوري كرة القدم والاتحاد الإنجليزي لكرة القدم حيث عارض العديد من الأعضاء البارزين الفكرة وشعروا أنه يجب إعطاء الأولوية للمسابقات المحلية، لذلك تم إقناع النادي بالانسحاب.  خاض نادي تشيلسي مباراة ودية غير رسمية ضمن بطولة المملكة المتحدة ضد نادي أبردين بطل إسكتلندا، والتي فاز بها أبردين. قدم نادي تشيلسي طبقًا يحمل شعار النادي إلى نادي أبردين كمكافأة.
لم يتمكن تشيلسي من مواصلة نجاحه في الفوز باللقب، وانتهى الموسم التالي في المركز السادس عشر بشكل مخيب للآمال. كان الفريق يتقدم في السن، وتبع ذلك سلسلة من إنهاء الموسم في منتصف الجدول بشكل غير ملهم؛ وكان أحد النقاط المضيئة في هذه الفترة هو ظهور الهداف الغزير جيمي غريفز، الذي سجل 122 هدفًا في الدوري في أربعة مواسم. إلى جانب جريفز، ظهرت سلسلة من الشباب الواعدين الآخرين، المعروفين بشكل غير رسمي باسم درايك داكلينغس، في الفريق الأول، على الرغم من أن قلة خبرتهم ضمنت أن الأداء ظل غير منتظم. كانت إحدى أسوأ النقاط التي واجهها النادي في هذه الفترة هي الخروج من كأس الاتحاد الإنجليزي في الجولة الثالثة على يد فريق دوري الدرجة الرابعة، كرو ألكساندرا، في يناير 1961. بعد بيع جريفز إلى ميلان، تراجعت النتائج دون مساهمته في الأهداف. تم إقالة دريك في سبتمبر بعد الخسارة 4–0 أمام بلاكبول مع وجود تشيلسي في قاع جدول الدوري. تم استبداله باللاعب والمدرب طومي دوكيرتي البالغ من العمر 33 عامًا.

## الظهور (1963–1971)

### تومي دوهرتي

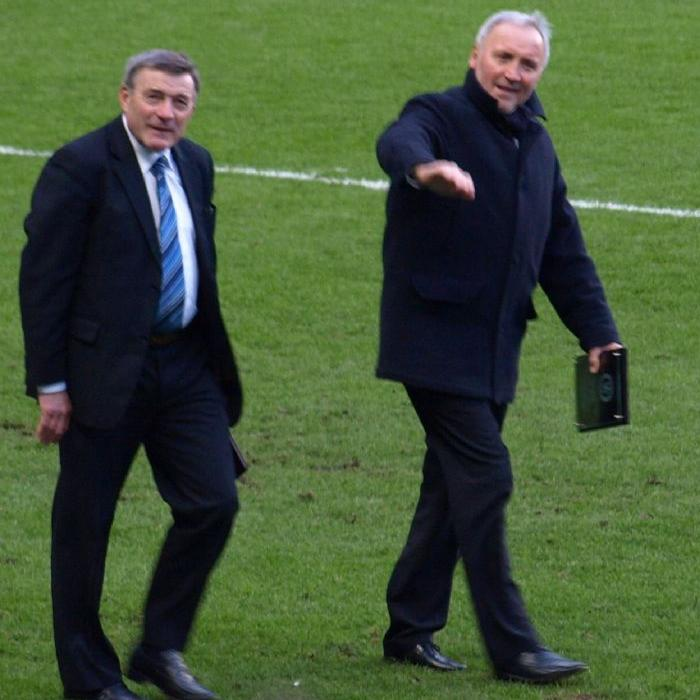
بوبي تامبلينغ وباري بريدغز، لاعبان أساسيان في فريق تشيلسي في الستينيات، تم تصويرهما في ستامفورد بريدج في عام 2009

لقد بشرت فترة الستينيات المتأرجحة بعصر شهد اندماج كرة القدم والأناقة الفريدة في قلب لندن؛ مع وجود شارع الملك الأنيق في قلب هذا التباهي. كان نجوم ذلك الوقت، بما في ذلك مايكل كين، وستيف ماكوين، وراكيل ولش، وتيرينس ستامب، وريتشارد أتينبورو (نائب الرئيس السابق للنادي) يظهرون بانتظام في ستامفورد بريدج حيث أصبح الفريق واحدًا من أكثر الفرق بريقًا وأناقة في البلاد. أثبت فريق تشيلسي في الستينيات، الذي كان يتمتع بالكاريزما والأناقة، جدارته كاسم كبير لأول مرة، لكنه في النهاية فشل في مجاراة هذا التباهي بالانتصارات على أرض الملعب، وتعرض للعديد من الهزائم.
فرض دوهرتي نظامًا صارمًا من الانضباط، وباع العديد من اللاعبين الأكبر سناً في النادي، واستبدلهم بالجيل الجديد من الشباب الموهوبين الناشئين من نظام الشباب، واستكمل ذلك ببعض الانتقالات الذكية. بحلول الوقت الذي تولى فيه المسؤولية في يناير 1962، كان الفريق قد أصبح على وشك الهبوط، فاستغل الوقت للتجريب والتخطيط للمستقبل. هبط تشيلسي إلى دوري الدرجة الأدنى، وفي أول موسم كامل لدوهرتي كمدرب فني، قادهم مرة أخرى إلى الصعود كوصيف لدوري الدرجة الثانية، وحقق ذلك بفوز حاسم وشاق 1–0 على منافسه سندرلاند (وهدف سجله تومي هارمر عبر منطقة الفخذ) وفوز 7–0 في اليوم الأخير على بورتسموث.
وعاد تشيلسي إلى الدرجة الأولى بفريق جديد شاب ضم رون "تشوبر" هاريس (الذي سجل رقماً قياسياً للنادي بـ795 مباراة)، وحارس المرمى بيتر بونيتي، والجناح الهداف بوبي تامبلينغ (الذي ظل تسجيله 202 هدفاً رقماً قياسياً للنادي حتى عام 2013)، ولاعب الوسط جون هولينز، والظهير كين شيليتو، والمهاجم باري بريدغز ، والجناح بيرتن موراي، والقائد وصانع الألعاب تيري فينابلز، وهم جميعاً من خريجي نظام الشباب. إلى هؤلاء، أضاف دوهرتي المهاجم جورج غراهام، والظهير الأيسر إيدي ماكريدي والمدافع الأنيق مارفن هينتون مقابل رسوم ضئيلة لإكمال تشكيلة دايموندز - كان دوهرتي قد أشار إلى الفريق باعتباره "ماساته الصغيرة" خلال فيلم وثائقي تلفزيوني والتصق الاسم. 
أنهى تشيلسي الموسم الأول له في الدوري الممتاز في المركز الخامس، وفي الموسم التالي كان في طريقه إلى تحقيق ثلاثية محلية من الدوري وكأس الاتحاد الإنجليزي وكأس الرابطة، حيث لعب نوعًا من كرة القدم يعتمد على الطاقة العالية والتمرير السريع والاستفادة من التكتيكات المبتكرة - وكانوا من أوائل الفرق الإنجليزية التي استخدمت ظهيرين متداخلين.  حقق تشيلسي الإيقاع المبكر وخرج من صراع ثلاثي على لقب الدوري مع مانشستر يونايتد وليدز يونايتد. تم تأمين كأس الرابطة بفضل الفوز 3–2 في مباراة الذهاب على ليستر سيتي، مع جهد فردي لا ينسى من ماكريدى أثبت أنه الفارق بين الجانبين، ثم التعادل 0–0 في مباراة الإياب على ملعب فيلبرت ستريت.
ولكن بدأت الشقوق تظهر أيضًا، حيث اصطدم دوهرتي المتقلب بشكل متزايد مع بعض الشخصيات القوية داخل غرفة الملابس، وخاصة فينابلز. وتعرض الفريق للهزيمة أمام منافسه على اللقب مانشستر يونايتد في مارس، وخسر 2–0 في نصف نهائي كأس الاتحاد الإنجليزي أمام ليفربول، على الرغم من دخوله المباراة الأخيرة باعتباره المرشح للفوز. لكنهم كانوا على القمة مع تبقي أربع مباريات. ثم أرسل دوهرتي ثمانية لاعبين أساسيين إلى منازلهم (فينابلز، غراهام، بريدغز، هولينز، مكريدى، هينتون، موراي، وجو فاشون) بسبب خرقهم حظر التجوال قبل مباراة حاسمة ضد بيرنلي.  أما الهيكل العظمي المتبقي للفريق، والذي كان يتكون من مجموعة من اللاعبين الاحتياطيين والشباب، فقد تعرض للهزيمة بنتيجة 6–2 مع انهيار المنافسة على اللقب؛ وفي النهاية احتل تشيلسي المركز الثالث.
أثبت الموسم التالي أنه مليء بالأحداث بنفس القدر، وإن كان غير ناجح في النهاية، حيث تنافس تشيلسي في الدوري وكأس الاتحاد الإنجليزي وكأس المعارض الأوروبية. وبعد أن لعب الفريق ما مجموعه 60 مباراة في المسابقات الثلاث في الأيام التي سبقت التبديلات، وهو رقم قياسي للنادي آنذاك، تعرض الفريق لضربة قوية بسبب تراكم المباريات. واحتل تشيلسي المركز الخامس في الدوري، وفي كأس الاتحاد الإنجليزي، انتقم تشيلسي لهزيمته في نصف النهائي على يد حامل اللقب ليفربول في أنفيلد في طريقه إلى نصف نهائي آخر، حيث أوقعته القرعة في مواجهة شيفيلد وينزداي مرة أخرى في فيلا بارك. كان الفريق المرشح للوصول إلى النهائي، لكنه تجمد في يومه وخسر 2–0 أمام نادي يوركشاير.
انتهت مسيرتهم في كأس المعارض الأوروبية، والتي تضمنت الفوز على روما (في لقاء عنيف، حيث تعرض مدرب فريق تشيلسي لكمين من قبل مشجعي روما)، وميونخ 1860 وميلانو (آخر فوز عن طريق قرعة العملة بعد أن انتهى الفريقان بالتعادل)، بالخسارة في الدور نصف النهائي أمام برشلونة. فاز كلا الفريقين المضيفين بنتيجة 2–0، وفي قرعة أخرى، أقيمت مباراة الإعادة في كامب نو، وفاز برشلونة بنتيجة 5–0. وبعد أن وصلت علاقته مع العديد من اللاعبين إلى نقطة الانهيار، اتخذ دوكرتي قرارًا بتفكيك فريق يبلغ متوسط أعمار لاعبيه 21 عامًا. تم بيع فينابلز، غراهام، بريدغز وموري خلال فترة نهاية الموسم. وانضم الجناح الإسكتلندي تشارلي كوكي إلى الفريق مقابل 72 ألف جنيه إسترليني، كما فعل المهاجم طومي بلدوين، الذي وصل في صفقة تبادل جزئي مقابل غراهام. كما ظهر من فريق الشباب مهاجم مراهق يتمتع بتقييمات عالية يدعى بيتر أوسغود.
لقد أتت مناورات دوهرتي في الانتقالات بثمارها في البداية. تصدر تشيلسي، بقيادة أوسغود، جدول الدوري في أكتوبر 1966، وكان الفريق الوحيد الذي لم يهزم بعد عشر مباريات في الدوري. لكن أوسغود تعرض لكسر في ساقه خلال مباراة بكأس ،لرابطة وهو ما أثر سلبا على أداء الفريق. ولاستبدال أوسغود، وقع دوكرتي على الفور مع المهاجم توني هاتلي مقابل مبلغ قياسي للنادي بلغ 100 ألف جنيه إسترليني، لكن مهارات هاتلي في اللعب الجوي لم تكن مناسبة لأسلوب تشيلسي وكان يكافح للتأقلم.  لقد تراجعوا إلى أسفل الدوري وأنهوا الموسم في المركز التاسع. كان أبرز ما في ذلك الموسم هو الوصول إلى نهائي كأس الاتحاد الإنجليزي. في الطريق إلى تلك المباراة النهائية، حقق الفريق الفوز على ليدز يونايتد في الدور نصف النهائي، وهي المباراة التي يُنظر إليها على نطاق واسع  باعتبارها المباراة التي أشعلت المنافسة الشرسة بين الناديين. في أفضل لحظاته مع تشيلسي، سجل هاتلي هدف الفوز برأسية، لكن في مباراة ساخنة، تم إلغاء هدفين لليدز، أحدهما بسبب التسلل والآخر بسبب ركلة حرة نفذها بيتر لوريمر بسرعة كبيرة.
تنافس تشيلسي مع توتنهام هوتسبير في أول نهائي لكأس الاتحاد الإنجليزي لكرة القدم بين فريقين لندنيين خالصين، والمعروف باسم نهائي كأس كوكني. كانت هذه أول مشاركة لتشيلسي في النهائي منذ عام 1915 وأول ظهور له على الإطلاق في النهائي على ملعب ويمبلي. كان رون هاريس، البالغ من العمر 22 عاماً، أصغر قائد على الإطلاق يشارك في المباراة النهائية للمسابقة، حيث قاد الفريق. في مباراة لم تكن على قدر التوقعات، لم يقدم تشيلسي الأداء المطلوب، ولم تكن ضربة رأس تامبلينغ المتأخرة كافية لمنع الخسارة 2–1 أمام توتنهام الذي يضم فينابلز وجيمي غريفز. تم إقالة دوهرتي بعد فترة وجيزة من بداية الموسم التالي بعد أن فاز الفريق بمباراتين فقط من أصل عشر مباريات افتتاحية، والتي تضمنت خسارة 6–2 على أرضه أمام ساوثهامبتون، وسط شائعات عن اضطرابات في غرفة الملابس بسبب مدفوعات المكافآت، وفي حين كان يقضي حظرًا لمدة 28 يومًا من إدارة كرة القدم أصدره الاتحاد الإنجليزي لكرة القدم. 

### ديف سيكستون
بعد رحيل دوهرتي، تم تعيين مساعده رون سوارت مسؤولاً مؤقتًا عن الفريق الأول. خسر تشيلسي المباراة التالية بنتيجة 7–0 أمام ليدز يونايتد، وهو ما يعادل أعلى هزيمة للنادي على الإطلاق (في موسم 1953–54، خسروا بنتيجة 8–1 أمام وولفرهامبتون). تم تعيين ديف سيكستون، المدرب السابق لتشيلسي ومدرل ليتون أورينت، والذي كان يتمتع بشخصية أكثر هدوءًا وتحفظًا من دوهرتي، مديرًا فنيًا. وظلت نواة الفريق التي ورثها دوهرتي دون تغيير إلى حد كبير، على الرغم من أنه أضاف المزيد من القوة إلى الدفاع من خلال التعاقد مع جون ديمبسي وديفيد ويب، فضلاً عن التعاقد مع المهاجم إيان هاتشينسون، وإعطاء لاعب الوسط المتقلب ألان هدسون أول ظهور له واستدعاء الجناح بيتر هاوسمان. أثبت سيكستون أنه لاعب مؤثر في استقرار تشيلسي وقاده إلى احتلال أحد المراكز الستة الأولى مرتين أخريين، بالإضافة إلى مشاركة قصيرة في كأس المعارض في موسم 1968–69، حيث خرج على يد DWS برمية عملة.
في موسم 1969–70، سجل أوسغود وهوتشينسون 53 هدفًا فيما بينهما، مما ساعد النادي على احتلال المركز الثالث في الدوري والوصول إلى نهائي كأس الاتحاد الإنجليزي مرة أخرى. هذه المرة كان المنافس هو ليدز يونايتد، حامل لقب الدوري وأحد الفرق المهيمنة في ذلك العصر. كان تشيلسي في العموم ثاني أفضل فريق في المباراة الأولى على ملعب ويمبلي والتي أقيمت على أرضية موحلة، لكنه نجح في العودة من التأخر مرتين ليحصل على التعادل 2–2، أولاً عن طريق هاوسمان ثم هدف التعادل برأسية متأخرة (قبل أربع دقائق من نهاية الوقت الأصلي) عن طريق هتشينسون. أقيمت مباراة الإعادة في أولد ترافورد بعد أسبوعين، وهي معروفة أيضًا بالتكتيكات الصارمة التي استخدمها كلا الجانبين بالإضافة إلى المهارة والموهبة التي تم عرضها.    وتأخر تشيلسي مرة أخرى لكنه أدرك التعادل للمرة الثالثة في المباراة بضربة رأس من أوسغود بعد تمريرة عرضية من كوكي. ومع دخول المباراة إلى الوقت الإضافي، تقدم تشيلسي للمرة الأولى عندما حول ويب برأسه في المرمى بعد رمية تماس من هتشينسون ليضمن الفوز 2–1.
أدى الفوز بالكأس إلى تأهل تشيلسي للعب في كأس الكؤوس الأوروبية لأول مرة. وقد قادتهم الانتصارات المباشرة على أريس وسسكا صوفيا إلى ربع النهائي، حيث أطاحوا بكلوب بروج بفضل عودة دراماتيكية. بعد تأخره 2–0 في مباراة الذهاب، احتاج تشيلسي إلى هدف أوسغود قبل تسع دقائق من نهاية الوقت الأصلي في مباراة متوترة ليعادل النتيجة في مجموع المباراتين. وفازوا بالمباراة 4–0 بعد الوقت الإضافي. وخرج مانشستر سيتي، حامل اللقب وزميله الإنجليزي، من الدور نصف النهائي. انتهت المباراة النهائية الأولى ضد ريال مدريد بالتعادل 1–1، لكن هدفًا نادرًا من ديمبسي وهجمة أخرى من أوسغود في مباراة الإعادة – التي أقيمت بعد يومين فقط – كانا كافيين لضمان الفوز 2–1 وأول شرف أوروبي لتشيلسي. صدرت أغنية "اللون الأزرق هو اللون" في عام 1972 مع أعضاء الفرقة الذين غنّوا، ووصلت إلى المرتبة الخامسة في مخطط الأغاني الفردية في المملكة المتحدة.  أصبحت الأغنية واحدة من أشهر أغاني كرة القدم الإنجليزية، وارتبطت إلى الأبد بفريق تشيلسي في تلك الحقبة.

## الانحدار (1972–1983)
لقد ثبت أن فوز تشيلسي بكأس الكؤوس الأوروبية كان آخر نجاحاته في هذا العقد، حيث تضافرت سلسلة من المشاكل لتسبب في سقوط النادي على ركبتيه تقريبًا. منذ أوائل سبعينيات القرن العشرين، بدأ انضباط الفريق في التدهور، حيث دخل سيكستون في خلاف مع العديد من اللاعبين الأساسيين، وأبرزهم أوسغود، وهودسون، وبالدوين، بسبب سلوكهم وأسلوب حياتهم. ومع تراجع روح الفريق، تراجعت النتائج أيضًا. حقق تشيلسي رقمين قياسيين في الدفاع عن كأس الكؤوس الأوروبية في موسم 1971–72: فوز بنتيجة 21–0 في مجموع المباراتين على فريق جونيس هوتشاراغ من لوكسمبورغ، والتي تظل نتيجة قياسية في المسابقات الأوروبية.  وشملت النتيجة فوز تشيلسي على أرضه بنتيجة 13–0 على جونيس، وهي أكبر نتيجة فوز في تاريخ تشيلسي. ومع ذلك، خرج الفريق من المنافسة على يد فريق أتفدابيرجس غير المعروف بسبب قانون أهداف خارج الأرض في الجولة التالية.
في نفس الموسم، خرج تشيلسي من كأس الاتحاد الإنجليزي على يد ليتون أورينت من الدرجة الثانية على الرغم من تقدمه بنتيجة 2–0، وخسر في نهائي كأس الرابطة أمام ستوك سيتي. بدأ موسم 1972–73 بفوز على ليدز 4–0 وكان النادي يحتل المركز الرابع في الجدول في ديسمبر، ولكن بعد خسارة 3–0 في مجموع المباراتين أمام نورويتش سيتي في نصف نهائي كأس الدوري، انتهى الموسم وفاز تشيلسي بـ5 مباريات فقط من آخر 21 مباراة في الدوري، وانتهى في النهاية في المركز الثاني عشر. أنهوا الموسم التالي في المركز السابع عشر. وصل العداء بين سيكستون وأوسغود وهودسون إلى ذروته بعد الهزيمة 4–2 على أرضه أمام وست هام يونايتد في يوم الصناديق عام 1973، بعد أن تقدم تشيلسي 2–0 في الشوط الأول؛  تم بيع الثنائي بعد بضعة أشهر. تم طرد سيكستون نفسه في وقت مبكر من موسم 1974–75 بعد بداية سيئة، وخلفه مساعده، رون سوارت، الذي لم يتمكن من عكس انحدار النادي وهبطوا في عام 1975.
وقد أضاف بناء المدرج الشرقي الرائد (الذي يحتفظ بمكانه حتى في الملعب الحديث) كجزء من خطة لإنشاء ملعب يتسع لـ60 ألف مقعد إلى مشاكل النادي. تزامن المشروع مع أزمة اقتصادية عالمية وتعرض للتأخير وإضراب عمال البناء ونقص المواد، مما أدى إلى ارتفاع التكلفة بشكل خارج عن السيطرة، لدرجة أن ديون النادي بلغت 4 ملايين جنيه إسترليني بحلول عام 1977. ونتيجة لذلك، لم يتمكن تشيلسي من شراء لاعب واحد في الفترة من أغسطس 1974 إلى يونيو 1978. كان تراجع الفريق مصحوبًا بانخفاض في الحضور الجماهيري – أولئك الذين بقوا كانوا ملطخين بسمعة شرسة للعنف بين قطاع من مشجعي تشيلسي (كانت الحدود بين العاطفة والشغب ضيقة بشكل خطير في تلك الأيام). شهدت أواخر السبعينيات والثمانينيات من القرن العشرين ذروة شغب مشجعي كرة القدم في بريطانيا؛ وبينما كانت المشكلة منتشرة على نطاق واسع، أصبح عنصر الشغب في تشيلسي سيئ السمعة بشكل خاص وكان من شأنه أن يفسد النادي طوال السنوات التالية. 
في منتصف سبعينيات القرن العشرين، كان مشجعو تشيلسي "متورطين في... العديد من حوادث العنف والتخريب والفوضى العامة".  في لوتون تاون، اقتحم مشجعو تشيلسي الملعب، وحطموا واجهات المتاجر في طريق العودة إلى محطة لوتون، ثم أشعلوا النار في برنامجهم الخاص بكرة القدم، مما أدى إلى اعتقال أكثر من 100 شخص.  خلال مباراة ضد فريق تشارلتون أثلتيك في ملعب ذا فالي في عام 1977، أشعل مشجعو تشيلسي النيران في المدرجات. في موسم 1976–77، شهدت مباراتي الدوري ضد ميلوول، وهو نادٍ آخر يضم بين مشجعيه عنصرًا مشاغبين سيئ السمعة، أعمال عنف من جانب الجماهير.   دفعت أعمال الشغب وزير الرياضة دينيس هويل إلى منع مشجعي تشيلسي من حضور المباريات خارج أرضهم في أبريل 1977 – كما تم فرض قيود مماثلة على مشجعي مانشستر يونايتد – على الرغم من أن الآلاف من مشجعي تشيلسي تحدوا الحظر وسافروا إلى المباراة التالية ضد وولفرهامبتون واندررز. 

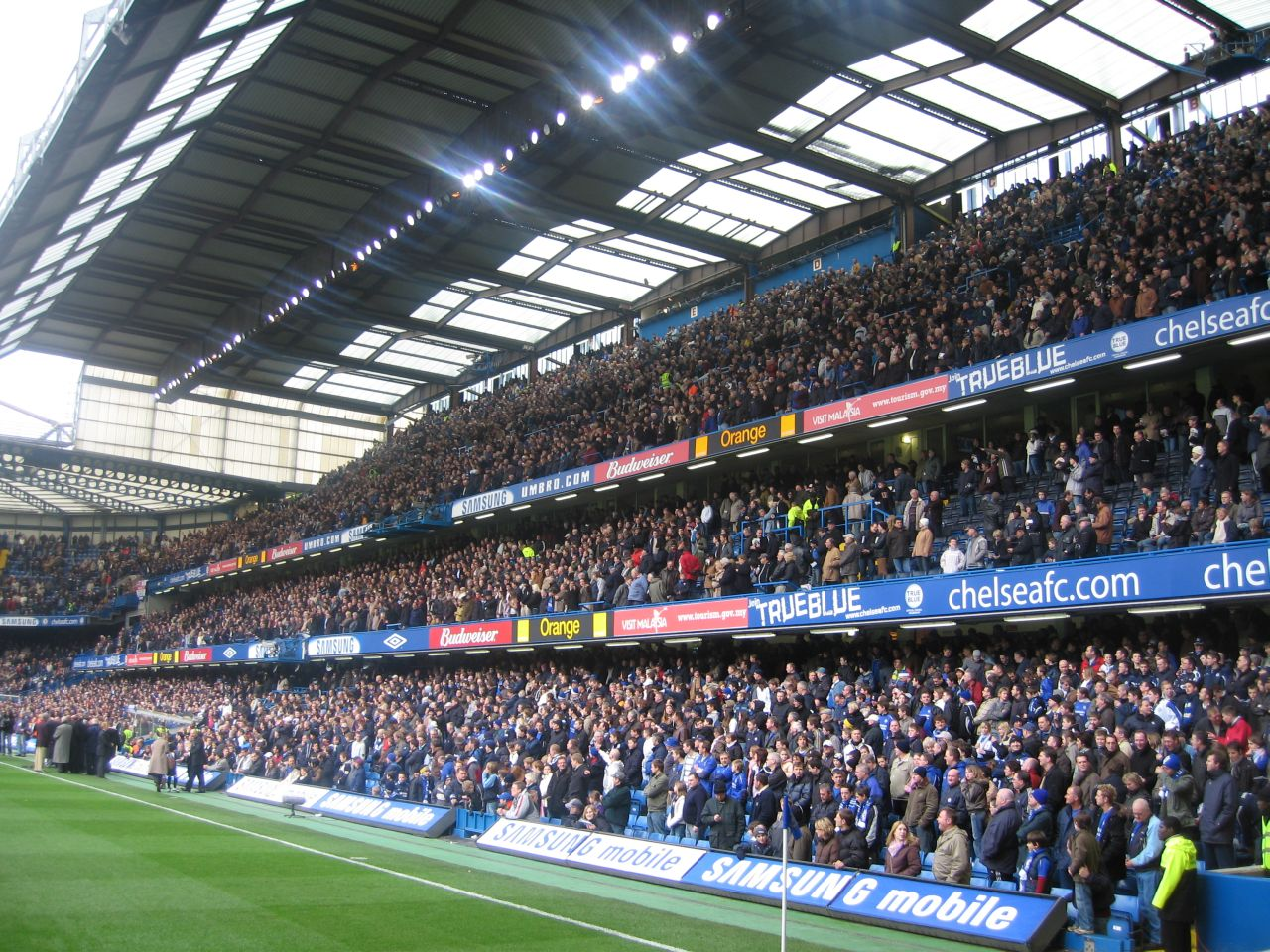
المدرج الشرقي، أحد الأسباب الرئيسية للمشاكل المالية التي عانى منها تشيلسي في السبعينيات والثمانينيات

أصبح الظهير الأيسر السابق إيدي ماكريدي مدرباََ فنيًا قبل فترة وجيزة من هبوط تشيلسي في عام 1975، وبعد عام من التوحيد في موسم 1975–76، قاد الفريق إلى الصعود مرة أخرى في موسم 1976–77 بفريق مكون من لاعبين شباب، وأبرزهم راي ويلكينز والمهاجم ستيف فينيستون الذي سجل 24 هدفًا، بالإضافة إلى لاعبين قدامى من أوقات أكثر نجاحًا مثل كوك وهاريس وبونيتي. لكن ماكريدب غادر بعد نزاع على العقد مع رئيس مجلس الإدارة برايان ميرز بشأن سيارة الشركة  وتم تعيين لاعب سابق آخر، هذه المرة الظهير الأيمن السابق كين شيليتو.
حافظ شيلتو على وجود تشيلسي في دوري الدرجة الأولى في موسم 1977–78، على الرغم من أن أبرز ما في ذلك الموسم كان الفوز 4–2 على بطل أوروبا ليفربول في كأس الاتحاد الإنجليزي. استقال شيليتو في منتصف الموسم التالي بعد أن فاز النادي بثلاث مباريات فقط في الدوري بحلول عيد الميلاد. حتى العودة القصيرة لأوزجود لم تفعل الكثير لتحسين حظوظ النادي. ولم يتمكن خليفة شيليتو، قائد توتنهام هوتسبير السابق الفائز بالثنائية داني بلانشفلاور، من وقف التراجع وهبط النادي مرة أخرى بعد خمسة انتصارات فقط في الدوري و27 هزيمة، ليبدأ واحدة من أكثر الفترات كآبة في تاريخ تشيلسي.
تم بيع ويلكينز، أحد النجوم القلائل المتبقين في النادي، إلى مانشستر يونايتد، وأصبح بطل نهائي كأس العالم 1966 مع إنجلترا جيوف هورست مدرباََ فنيًا في سبتمبر 1979 مع بوبي غولد كمساعد له. وشهد وصولهم تحسنًا فوريًا في أداء تشيلسي، ولفترة طويلة تصدر تشيلسي جدول ترتيب الدرجة الثانية، لكن الانهيار المتأخر جعله ينهي الموسم في المركز الرابع، مما يعني أن النادي فقد فرصة الصعود بفارق الأهداف. في الموسم التالي، واجه الفريق صعوبة في تسجيل الأهداف، حيث خاض تسع مباريات متتالية دون تسجيل أي هدف، وفاز بثلاث مباريات فقط في 20 واحتل المركز الثاني عشر في موسم 1980–81.  تم طرد هيرست.

في عام 1981، استقال ميرز من منصبه كرئيس، مما أنهى ارتباط عائلته بالنادي والذي دام 76 عامًا. وكان أحد آخر القرارات التي اتخذها ميرز هو تعيين جون نيل، المدير الفني السابق لنادي ريكسهام، مدرباً للفريق. بعد مرور عام، تم الاستحواذ على شركة تشيلسي لكرة القدم وألعاب القوى، التي كانت مثقلة بالديون وغير قادرة على دفع رواتب لاعبيها، من مصالح عائلة ميرز من قبل رجل الأعمال ورئيس مجلس إدارة أولدهام أثلتيك السابق، كين بيتس، مقابل مبلغ جنيه إسترليني واحد، على الرغم من أنه لأسباب لا تزال محل نزاع، لم يشترِ شركة إس بي بروبرتيز، الشركة التي تمتلك الآن ملكية ستامفورد بريدج. بحلول هذه المرحلة، كان تشيلسي في حالة مالية خطيرة ويخسر 12 ألف جنيه إسترليني أسبوعيًا.  وقد وصف بيتس فيما بعد ما تولى إدارته بأنه "نادي إجتماعي مع القليل من مباريات كرة القدم يوم السبت". 
| « | كان هناك متطفلون في أماكن غير مناسبة، في جميع أنحاء النادي. تخلصتُ من كل شيء وبدأتُ من جديد. كان لدى تشيلسي عامل تنظيف أحذية. كان المتدربون يقفون ويشاهدونه وهو ينظف. ذهب. كان لدى المديرين سائقهم الخاص ليقودهم في جميع أنحاء المدينة. ذهب. حتى اليانصيب خسر المال. كيف؟ كان هناك عصفوران يبيعان التذاكر. ذهبا. | » |

1. ↑  Glanville، Brian (27 أبريل 2005). "The great Chelsea surrender". ذا تايمز. UK. مؤرشف من الأصل في 2013-12-12. اطلع عليه بتاريخ 2006-12-29.
2. ↑  Glanvill، Rick (2005). Chelsea FC: The Official Biography. London: Headline. ص. 254. ISBN:0755314654.
3. ↑  Glanvill، Rick (2006). Chelsea FC: The Official Biography – The Definitive Story of the First 100 Years. Headline Book Publishing Ltd. ص. 196. ISBN:978-0-7553-1466-9.
4. ↑  Glanvill (2006). Chelsea FC: The Official Biography. ص. 42.
5. 1 2 3  "Team History". chelseafc.com. مؤرشف من الأصل في 2012-03-23. اطلع عليه بتاريخ 2009-08-11.
6. ↑  Glanvill (2006). Chelsea FC: The Official Biography. ص. 44–45.
7. ↑  The pressure put on club chairman Joe Mears by the English footballing authorities to withdraw is referenced in this Telegraph article نسخة محفوظة 17 October 2017 على موقع واي باك مشين.. The objections of Football League Secretary Alan Hardaker are discussed here نسخة محفوظة 29 June 2011 على موقع واي باك مشين..
8. ↑  Batty, Clive (2007). Kings of the King's Road: The Great Chelsea Team of the 60s & 70s. Vision Sports Publishing. ص. 19. ISBN:978-1-905326-22-8.
9. ↑  Glanvill (2006). Chelsea FC: The Official Biography. ص. 243–44.
10. ↑  Batty (2007). Kings of the King's Road. ص. 28–33.
11. ↑  Batty (2007). Kings of the King's Road. ص. 43–44.
12. ↑  Glanvill (2006). Chelsea FC: The Official Biography. ص. 321.Glanvill (2006). Chelsea FC: The Official Biography. p. 321.
13. ↑  Batty (2007). Kings of the King's Road. ص. 67–69.
14. ↑  "Chelsea ready for grudge Cup clash". ESPN. 28 نوفمبر 2001. مؤرشف من الأصل في 2016-08-06. اطلع عليه بتاريخ 2009-08-11.
15. ↑  Adams، Tom (17 فبراير 2011). "Blue was the colour". ESPN. مؤرشف من الأصل في 2014-04-21. اطلع عليه بتاريخ 2014-04-20.
16. ↑  Bagchi، Rob (18 ديسمبر 2012). "Leeds v Chelsea is an animosity that still simmers after 50 years". Guardian. مؤرشف من الأصل في 2014-04-21. اطلع عليه بتاريخ 2014-04-20.
17. ↑  "Blue Is The Colour". شركة الجداول الرسمية. مؤرشف من الأصل في 2015-05-19. اطلع عليه بتاريخ 2009-08-11.
18. ↑  "Cup Winners' Cup Trivia". RSSSF. مؤرشف من الأصل في 2010-01-02. اطلع عليه بتاريخ 2009-08-09.
19. ↑  Batty (2007). Kings of the King's Road. ص. 244–245.
20. ↑  Glanvill (2006). Chelsea FC: The Official Biography. ص. 87.
21. ↑  Glanvill (2006). Chelsea FC: The Official Biography. ص. 143–157.
22. 1 2  Batty (2006). A Serious Case of the Blues. ص. 58. ISBN:1-905326-02-5.
23. ↑  Glanvill (2006). Chelsea FC: The Official Biography. ص. 149.
24. ↑  Batty (2006). A Serious Case of the Blues. ص. 59–60. ISBN:1-905326-02-5.
25. ↑  Batty (2006). A Serious Case of the Blues. ص. 62–63. ISBN:1-905326-02-5.
26. ↑  Batty, Clive (2006). A Serious Case of the Blues: Chelsea in the 80s. Vision Sports Publishing. ص. 41–42. ISBN:1-905326-02-5.
27. ↑  Batty (2006). A Serious Case of the Blues. ص. 83. ISBN:1-905326-02-5.
28. ↑  Woolnough, Brian (1998). Ken Bates: My Chelsea Dream. Virgin Books. ص. 39. ISBN:1-85227-737-8.
29. ↑  Woolnough (1998). Ken Bates: My Chelsea Dream. ص. 39.

في موسم 1981–82، كان الموسم الذي لن يُنسى والذي أنهى فيه تشيلسي الموسم في المركز الثاني عشر مرة أخرى، حقق تشيلسي أول فوز مهم له في كأس الاتحاد الإنجليزي منذ سنوات وتعادل مع ليفربول بطل أوروبا في الجولة الخامسة. لقد تفوقوا على منافسيهم المشهورين وفازوا بنتيجة 2–0. وفي ربع النهائي، واجه تشيلسي منافسه القديم توتنهام الذي فاز في مباراة مثيرة بنتيجة 3–2، على الرغم من تقدم تشيلسي بهدف مايك فيليري. لقد ثبت أن موسم 1982–83 كان الأسوأ في تاريخ تشيلسي. بعد بداية مشرقة، تراجع الفريق بشكل كبير، ودخل في سلسلة من تسع مباريات بلا فوز مع اقتراب الموسم من نهايته وواجه الهبوط إلى دوري الدرجة الثالثة، والتي، بالنظر إلى المشاكل المالية التي يعاني منها النادي، كان من الممكن أن تكون ضربة قاتلة له. في المباراة قبل الأخيرة من الموسم أمام بولتون واندررز، سجل كلايف ووكر هدف الفوز في اللحظة الأخيرة من 25 يارد (23 م) لضمان فوز حاسم بنتيجة 1–0. وضمنت التعادلات على أرض الفريق أمام ميدلزبره في المباراة النهائية بقاء النادي بفارق نقطتين.

## معركة الجسر
كما هو مذكور أعلاه، عندما اشترى بيتس نادي تشيلسي في عام 1982، لم يشترِ سوى النادي وليس شركة إس بي بروبرتيز، الشركة التي أصبحت تمتلك ملكية ستامفورد بريدج؛ حيث تم فصل النادي والملعب في عملية إعادة الهيكلة المالية خلال أواخر السبعينيات.  وافق بايتس في البداية على عقد إيجار لمدة سبع سنوات، والذي من شأنه أن يبقي تشيلسي في ستامفورد بريدج بينما يتم تحديد مستقبله. 
وفقًا لما ذكره بايتس، فقد تصافح هو وديفيد ميرز، المساهم الأكبر في شركة إس بي بروبرتيز، بشأن صفقة من شأنها أن تجعل تشيلسي تستحوذ على حصة ميرز في شركة إس بي بروبرتيز مقابل 450 ألف جنيه إسترليني.  ومع ذلك، اكتشف بايتس لاحقًا أن ميرز كان أيضًا في مناقشات مع مالك كريستال بالاس رون نوادس، بهدف نقل تشيلسي بعيدًا عن ستامفورد بريدج وجعلهم يتشاركون الأرض مع بالاس في سيلهيرست بارك.  قام ميرز ولورد تشيلسي بعد ذلك ببيع أسهمهما في شركة إس بي بروبرتيز إلى شركة مارلر إستيتس للمطورين العقاريين، مما منح مارلر حصة 70% في الشركة.  بدأت هذه الحملة الطويلة التي شنها مارلر لإجبار تشيلسي على الخروج من ستامفورد بريدج حتى يتمكن من بيعه وإعادة تطويره.
على مدى العقد التالي، شن بيتس حرب استنزاف ضد مارلر، واستحوذ على حصة أقلية في شركة إس بي بروبرتيز وبدأ سلسلة من أوامر المحكمة وتكتيكات المماطلة، المصممة لاستنزافهم.  كما أطلق حملة "أنقذوا الجسر" بهدف جمع 15 مليون جنيه إسترليني لشراء على الملكية الحرة من مارلر. وبدوره، طرح مارلر عدة خطط من شأنها أن تؤدي إلى إبعاد تشيلسي من ستامفورد بريدج. واقترح ديفيد بولسترود، رئيس مجلس إدارة مارلر، دمج ناديي فولهام وكوينز بارك رينجرز، ثم انتقال تشيلسي إلى ملعب لوفتوس رود الخاص بنادي رينجرز. في مارس 1986، تمت الموافقة على خطط مارلر لإعادة تطوير موقع ستامفورد بريدج بدون تشيلسي من قبل مجلس هامرسميث وفولهام؛ تراجع المجلس عن سياسته عندما سيطر حزب العمال عليه في مايو 1986.  في ديسمبر 1987، وفي "قرار بالغ الأهمية"، وافقت لجنة التخطيط بالمجلس على خطط بيتس الخاصة بإعادة تطوير ستامفورد بريدج وتحويله إلى ملعب كرة قدم حديث. 
ومع ذلك، تم إخطار تشيلسي بمغادرة ستامفورد بريدج، عند انتهاء عقد الإيجار في عام 1989.  ومع ذلك، فإن شركة كابرا إستيتس، التي اشترت مارلر في عام 1989، أفلست في نهاية المطاف أثناء انهيار سوق العقارات في عام 1992. وقد مكن هذا بيتس من عقد صفقة مع دائنيه، البنك الملكي الإسكتلندي، وإعادة توحيد الملكية الحرة مع النادي.  ثم أنشأ بايتس منظمة "أصحاب ملعب تشيلسي"، وهي منظمة غير ربحية يملكها مشجعو النادي والتي اشترت في عام 1997 ملكية الملعب وحقوق تسمية النادي والملعب لضمان عدم تمكن مطوري العقارات من محاولة شراء ستامفورد بريدج مرة أخرى. بعد ذلك، بدأت أعمال تجديد الملعب بأكمله (باستثناء المدرج الشرقي)، وتحويله إلى ملعب يضم جميع المقاعد وتقريب المدرجات من الملعب وجعلها مغطاة، وقد اكتملت هذه الأعمال أخيرًا بحلول الألفية الجديدة.